# Кроткова, Наталья Викторовна
Ната́лья Ви́кторовна Кротко́ва (до 2016 — Ходуно́ва; р. 1 июля 1992, Бишкек, Кыргызстан) — российская волейболистка, нападающая-доигровщица, мастер спорта России.

## Биография
Наталья Ходунова родилась в Бишкеке. В детстве с семьёй переехала в город Усолье-Сибирское Иркутской области, где в 2002 году начала заниматься волейболом в местной ДЮСШ № 1. С 2006 являлась волейболисткой липецкого «Стинола» (ныне — «Индезит»). В 2006—2009 выступала за фарм-команду клуба в высшей лиге «Б» чемпионата России. В первой половине сезона 2009—2010 играла за московский «Луч» — базовую команду молодёжной сборной России. С 2010 — в основном составе «Индезита». В январе того же года в 17-летнем возрасте дебютировала в суперлиге чемпионата России, проведя в ней за липецкую команду 15 матчей.
В 2013 после распада волейбольной команды «Индезит» перешла в красноярский «Енисей». В 2014—2015 — игрок череповецкой «Северянки». В 2015 перешла омскую «Омичку», но перед началом чемпионата России 2015/2016 вернулась в краснодарское «Динамо», с которым с 2013 года связана контрактом. В составе краснодарского «Динамо» в 2015 году стала серебряным призёром клубного чемпионата мира, победителем розыгрыша Кубка России, а в 2016 — победителем розыгрыша Кубка Европейской конфедерации волейбола и бронзовым призёром чемпионата России 2016. В феврале 2017 Наталья подписала контракт с московским «Динамо», в составе которого стала чемпионкой России, а в октябре того же года победителем первого розыгрыша Суперкубка. После 2022 года выступала за калининградский «Локомотив», турецкий «Сарыер», а в январе 2025 заключила контракт с «Омичкой».
В 2007—2010 выступала за сборные России различных возрастов. В их составе участвовала в финальных стадиях следующих турниров:
- 2007 — кадетская сборная (возраст игроков до 15 лет) — Евразийские игры (1-е место).
- 2009 — юниорская сборная — чемпионат Европы.
- 2010 — молодёжная сборная — чемпионат Европы.

В мае 2012 года Наталья Ходунова по опросу липецких спортивных журналистов была признана лучшей волейболисткой сезона 2011—2012 в составе «Индезита».
В январе 2016 года Ходунова была включена в национальную сборную России, в составе которой приняла участие в европейском олимпийском квалификационном турнире, проходившем в столице Турции Анкаре. Приняла участие в трёх матчах турнира и набрала одно очко.

## Клубная карьера
- 2006—2013 —  «Стинол»/«Индезит» (Липецк);
- 2009 —  «Луч» (Москва);
- 2013—2014 —  «Енисей» (Красноярск);
- 2014—2015 —  «Северянка» (Череповец);
- 2015—2017 —  «Динамо» (Краснодар);
- 2017—2022 —  «Динамо» (Москва);
- 2022—2024 —  «Локомотив» (Калининград);
- 2024 —  «Сарыер» (Стамбул);
- с 2025 —  «Омичка» (Омск).

## Достижения

### Клубные
- двукратная чемпионка России — 2017, 2018;
  - 3-кратный серебряный призёр чемпионатов России — 2021, 2023, 2024;
  - двукратный бронзовый призёр чемпионатов России — 2016, 2022.
- победитель розыгрыша Кубка России 2015;
  - 3-кратный серебряный призёр розыгрышей Кубка России — 2019, 2020, 2022;
  - бронзовый призёр розыгрыша Кубка России 2021.
- серебряный призёр клубного чемпионата мира 2015
- победитель розыгрыша Кубка Европейской конфедерации волейбола 2016.

### Со сборными России
- Победитель европейского олимпийского отборочного турнира 2016 в составе национальной сборной России;
- Чемпионка Евразийских игр 2007 в составе кадетской сборной России (возраст игроков до 15 лет).

## Семья
В мае 2016 года Наталья Ходунова вышла замуж за волейболиста казанского «Зенита» Валентина Кроткова.